# مولا دي باري
مولا دي باري (بالإيطالية: Mola di Bari)‏ هي بلدة وبلدية في مقاطعة باري في إقليم بوليا في جنوب إيطاليا.

## السكان
في سنة 1861 بلغ عدد السكان 12٬596 نسمة، وتطور العدد ليصل في سنة 2011 لـ 25٬567 نسمة.
يظهر هذا المخطط البياني تطور النمو السكاني لـ مولا دي باري

## توأمة
لمولا دي باري اتفاقيات توأمة مع كل من:
- تيفات
- Pedrajas de San Esteban [الإنجليزية]‏
- بومبورتو

## أعلام
- ميشيل لو روسو